# Dermatea fumosa
Dermatea fumosa är en svampart som beskrevs av Cooke & W. Phillips 1879. Dermatea fumosa ingår i släktet Dermatea och familjen Dermateaceae.   Inga underarter finns listade i Catalogue of Life.